# Sanshan, Yijiang
Sanshan (kinesiska: 三山) är ett stadsdelsdistrikt i östra Kina. Det ligger i stadsdistriktet Yijiang i staden Wuhu i provinsen Anhui, omkring 120 kilometer sydost om provinshuvudstaden Hefei. Antalet invånare är 30 439. Befolkningen består av 14 740 kvinnor och 15 699 män. Barn under 15 år utgör 14,0 %, vuxna 15-64 år 75 %, och äldre över 65 år 10,0 %.